# Porizon moderator
Porizon moderator is een insect dat behoort tot de orde van 
de  vliesvleugeligen (Hymenoptera) en de familie van de gewone sluipwespen (Ichneumonidae). De wetenschappelijke naam werd gepubliceerd door Linnaeus in 1758 in de tiende editie van Systema naturae. 